# Jack McConnell

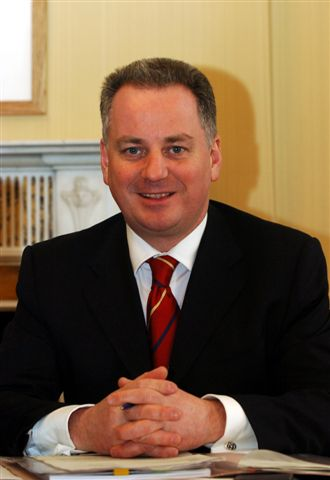
Jack McConnell

Jack Wilson McConnell, Baron McConnell of Glenscorrodale (* 30. Juni 1960 in Irvine) ist ein britischer Politiker. Er war von 2001 bis 2007 First Minister von Schottland.
Er war Vorsitzender der Labour Party in Schottland und Mitglied des schottischen Parlaments für Motherwell and Wishaw 1999 bis 2011. Nach dem Rücktritt von Henry McLeish aufgrund der Officegate-Affäre wurde McConnell Erster Minister. Mit McConnell als Spitzenkandidat konnte Labour bei den schottischen Parlamentswahlen 2003 ihre führende Stellung trotz Sitzverlusten verteidigen. Bei den Schottischen Parlamentswahlen 2007 ging die Scottish National Party (SNP) mit einem Sitz Vorsprung vor Labour knapp als stärkste Partei aus der Wahl hervor. McConnell trat daraufhin zurück. 2010 wurde er Peer auf Lebenszeit als Baron McConnell of Glenscorrodale, of the Isle of Arran in Ayrshire and Arran, und am 28. Juni 2010 in das House of Lords eingeführt.
Er ist Mitglied von Amnesty International und Friends of the Earth. Seit 2015 ist er Vizepräsident für Unicef UK, seit November 2018 Kanzler der University of Stirling.